# Rothmannia pulcherrima
Rothmannia pulcherrima là một loài thực vật có hoa trong họ Thiến thảo. Loài này được (Kurz) Tirveng. miêu tả khoa học đầu tiên năm 1983.